# Sainte-Colombe (Ille-et-Vilaine)
Sainte-Colombe (bret. Santez-Koulm) – miejscowość i gmina we Francji, w regionie Bretania, w departamencie Ille-et-Vilaine.
Według danych na rok 1990 gminę zamieszkiwały 262 osoby, a gęstość zaludnienia wynosiła 35 osób/km² (wśród 1269 gmin Bretanii Sainte-Colombe plasuje się na 965. miejscu pod względem liczby ludności, natomiast pod względem powierzchni na miejscu 931.).